# Titay
Titay est une localité de la province du Zamboanga Sibugay, aux Philippines. En 2015, elle compte 49 673 habitants.